# Bodil du meilleur film non américain
Le Bodil du meilleur film non américain (Bodilprisen for bedste ikke-amerikanske film), est une récompense cinématographique danoise décernée chaque année depuis 1948 par la Danske Filmkritikere (da), laquelle décerne également tous les autres Bodil.

## Historique
Depuis la première cérémonie des Bodil en 1948, les films étrangers étaient récompensés par les Bodil du meilleur film européen et meilleur film non européen, et ce, jusqu'à la création des catégories des meilleur film américain et meilleur film non américain en 2001.

## Palmarès
Note : L'année indiquée est celle de la cérémonie, récompensant les films sortis au cours de l'année précédente.

### Années 1940
De 1948 à 2000 : Meilleur film européen.
- 1948 : Les Chaussons rouges de Michael Powell et Emeric Pressburger  Royaume-Uni
- 1949 : Hamlet de Laurence Olivier  Royaume-Uni

### Années 1950
- 1950 : Le Troisième Homme de Carol Reed  Royaume-Uni
- 1951 : Le Voleur de bicyclette de Vittorio De Sica  Italie
- 1952 : L'Ombre d'un homme de Anthony Asquith  Royaume-Uni
- 1953 : Only a Mother (Bara en mor) de Alf Sjöberg  Suède
- 1954 : Jeux interdits de René Clément  France
- 1955 : Umberto D. de Vittorio De Sica  Italie
- 1956 : La strada de Federico Fellini  Italie
- 1957 : Sourires d'une nuit d'été de Ingmar Bergman  Suède
- 1958 : Porte des Lilas de René Clair  France
- 1959 : Les Fraises sauvages de Ingmar Bergman  Suède

### Années 1960
- 1960 : Les Quatre Cents Coups de François Truffaut  France
- 1961 : La Ballade du soldat de Grigori Chukhrai  Union soviétique
- 1962 : Rocco et ses frères de Luchino Visconti  Italie  France
- 1963 : Jules et Jim de François Truffaut  France
- 1964 : Huit et demi de Federico Fellini  Italie
- 1965 : La Peau douce de François Truffaut  France
- 1966 : La Règle du jeu de Jean Renoir  France
- 1967 : Les Amours d'une blonde de Miloš Forman  Tchéquie
- 1968 : Belle de jour de Luis Buñuel  France  Italie
- 1969 : Playtime de Jacques Tati  France  Italie

### Années 1970
- 1970 : Ådalen '31 de Bo Widerberg  Suède
- 1971 : Le Boucher de Claude Chabrol  France
- 1972 : Mort à Venise de Luchino Visconti  Italie
- 1973 : Le Nouveau Monde de Jan Troell  Suède
- 1974 : Cris et Chuchotements de Ingmar Bergman  Suède
- 1975 : Amarcord de Federico Fellini  Italie
- 1976 : Profession : reporter de Michelangelo Antonioni  Italie
- 1977 : 1900 de Bernardo Bertolucci  Italie
- 1978 : Providence de Alain Resnais  France
- 1979 : Sonate d'automne de Ingmar Bergman  Suède

### Années 1980
- 1980 : Le Tambour de Volker Schlöndorff  Allemagne
- 1981 : Max Havelaar de Fons Rademakers  Pays-Bas
- 1982 : Sarah et le Lieutenant français de Karel Reisz  Royaume-Uni
- 1983 : L'Assassin candide de Hans Alfredson  Suède
- 1984 : Carmen de Carlos Saura  Espagne
- 1985 : Paris, Texas de Wim Wenders  France  Allemagne
- 1986 : Ran de Akira Kurosawa  Japon  France
- 1987 : Ma vie de chien de Lasse Hallström  Suède
- 1988 : Autour de minuit de Bertrand Tavernier  France  États-Unis
- 1989 : Au revoir les enfants de Louis Malle  France

### Années 1990
- 1990 : Tu ne tueras point de Krzysztof Kieślowski  Pologne
- 1991 : Le Décalogue de Krzysztof Kieślowski  Pologne
- 1992 : Life Is Sweet de Mike Leigh  Royaume-Uni
- 1993 : Retour à Howards End de James Ivory  Royaume-Uni
- 1994 : non décerné
- 1995 : Trois couleurs : Rouge de Krzysztof Kieślowski  Pologne
- 1996 : Lamerica de Gianni Amelio  Italie
- 1997 : Trainspotting de Danny Boyle  Écosse
- 1998 : The Full Monty de Peter Cattaneo  Royaume-Uni
- 1999 : My Name Is Joe de Ken Loach  Écosse

### Années 2000
- 2000 : Tout sur ma mère de Pedro Almodóvar  Espagne

Depuis 2001 : Meilleur film non américain.
- 2001 : Tigre et Dragon de Ang Lee  Chine
- 2002 : Chansons du deuxième étage de Roy Andersson  Suède
- 2003 : Parle avec elle de Pedro Almodóvar  Espagne
- 2004 : Good Bye, Lenin! de Wolfgang Becker  Allemagne
- 2005 : Comme une image de Agnès Jaoui  France
- 2006 : La Chute de Oliver Hirschbiegel  Allemagne  Autriche
- 2007 : La Vie des autres de Florian Henckel von Donnersmarck  Allemagne
- 2008 : Le Labyrinthe de Pan de Guillermo del Toro  Mexique
- 2009 : Morse de Tomas Alfredson  Suède

### Années 2010
- 2010 : Valse avec Bachir de Ari Folman  Israël
  - Entre les murs •  France
- 2011 : Le Ruban blanc de Michael Haneke  Allemagne
  - Un prophète •  France  Italie
- 2012 : Une séparation de Asghar Farhadi  Iran
  - Des hommes et des dieux •  France
- 2013 : Amour de Michael Haneke  France
- 2014 : La Vie d'Adèle de Abdellatif Kechiche  France
- 2015 : Snow Therapy de Ruben Östlund  France  Suède
- 2016 : Mommy de Xavier Dolan  Canada
- 2017 : Toni Erdmann de Maren Ade  Allemagne
- 2018 : The Square  de Ruben Östlund Suède  Allemagne  Danemark  France
- 2019 : Roma de Alfonso Cuarón  Mexique  États-Unis

### Années 2020
- 2020 : Parasite de Bong Joon-ho  Corée du Sud
- 2021 : Portrait de la jeune fille en feu (Portræt af en kvinde i flammer) de Céline Sciamma  France